# Bryan Bresee
Bryan Breese (Damascus, 16 giugno 2001) è un giocatore di football americano statunitense che milita nel ruolo di defensive tackle per i New Orleans Saints della National Football League (NFL).

## Carriera universitaria
Breese al college giocò a football a Clemson dal 2020 al 2022. Nella sua prima stagione disputò tutte le partite come titolare, facendo registrare 33 tackle, 6,5 dei quali con perdita di yard e 4 sack. Nella semifinale dei playoff mise a segno 2,5 placcaggi con perdita di yard e un sack, nella sconfitta dei Tigers contro Ohio State. A fine anno fu premiato come rookie dell'anno dell'Atlantic Coast Conference e inserito nella formazione ideale della ACC. Nel 2021 fu tormentato dagli infortuni, disputando solo quattro gare per la rottura del legamento crociato anteriore ma fu comunque inserito nella terza formazione ideale della conference. Nel 2022 saltò ancora diverse gare per infortunio ma fu inserito nella seconda formazione ideale della conference.

## Carriera professionistica
Breese fu scelto nel corso del primo giro (ventinovesimo assoluto) del Draft NFL 2023 dai New Orleans Saints. Debuttò come professionista subentrando nella gara del primo turno vinta contro i Tennessee Titans mettendo a segno un placcaggio e 0,5 sack. La sua stagione da rookie si chiuse con 24 tackle, 4,5 sack e 6 passaggi deviati disputando tutte le 17 partite, nessuna delle quali come titolare.
Nel finale della gara del quattordicesimo turno della stagione 2024 contro i New York Giants, Bresee bloccò il field goal del potenziale pareggio degli avversari che avrebbe mandato la gara ai tempi supplementari, permettendo ai Saints di vincere per 14-11. Per questa prestazione fu premiato come miglior giocatore degli special team della NFC della settimana.